# 关注世界
關注世界（英語：Concern Worldwide）成立於1968年，是位於愛爾蘭的非政府組織，其成立之目的旨在幫助生活在世界上最貧窮國家的人們。「關注世界」已在50個國家與地區開展工作。